# Ma’arrzaf (Hama)
Ma’arrzaf (arab. معرزاف) – miejscowość w Syrii, w muhafazie Hama. W 2004 roku liczyła 3175 mieszkańców. Składa się z dwóch części o nazwach Ma’arrzaf i Al-Kubajr.